# 김민정 (국악인)
김민정(1979년~)은 대한민국의 음악가, 국악인, 배우, 교수이다.

## 학력
- 1986년 ~ 1992년 서울계상초등학교
- 1992년 ~ 1995년 상계제일중학교
- 1995년 ~ 1998년 서울국악예술고등학교
- 1998년 ~ 2002년 한양대학교 국악 학사
- 2012년 ~ 2014년 한양대학교 대학원 국악 석사

## 경력
- 2002년 대한민국 중요무형문화재 제23호 가야금산조 및 병창 이수자 (대한민국 문화재청)
- 2010년 ~ 2012년 국립국악원 민속악단 가야금병창 단원
- 2014년 ~ 2016년 한국국악협회 전라남도지부 이사
- 2014년 ~ 한국국제예술원 전통예술학부 겸임 교수
- 2015년 ~ 코트뮤 대표[1]

## 출연

### 방송

#### 드라마
- 1997년 KBS 2TV 《파랑새는 있다》 - 이수진 역[2]
- 1999년 SBS 《은실이》 - 춘자 역

### 영화
- 1998년 《여고괴담》 - 수다 역

### 공연

#### 클래식
- 2014년 《농 (弄)》 - 출연자 (2014.11.29) (부산국악원 예지당)

## 음반

### 참여

#### 연주
- 1994년 《서공철 류 (流) 가야금 산조》
- 2015년 《가야금 병창》

## 상훈
- 2004년 제12회 서울전통공연예술경연대회 명인부 종합대상 대통령상[3]
- 2015년 대한민국을 빛낸 21세기 한국인상 한국전통국악 공로부문 대상[4]